# بطريق أسترالي
البطريق الأسترالي أو البطريق الساحر (الاسم العلمي: Eudyptula novaehollandiae) هو نوع من البطاريق من أستراليا ومنطقة أوتاغو بِنيوزيلاندا. تم إكتشاف النوع وإعطائه الاسم العلمي Spheniscus novaehollandiae سنة 1826. ولاحقا صُنِف كنُوَيعة من البطريق الصغير تحت اسم (Eudyptula
minor novaehollandiae). بعد 2016 تم فصله إلى نوع مُنفصل مُجدداّ.